# Helige kejsar Lazars kyrka, Belušić
Helige kejsar Lazars kyrka (serbisk kyrilliska: Црква Светог цара Лазара; latinska: Crkva Svetog cara Lazara) är en serbisk-ortodox kyrkobyggnad belägen i byn Belušić i den statistiska regionen Šumadija och västra Serbien, i Serbien.
Kyrkan är helgad åt den serbiske fursten och adelsmannen Sankt Lazar Hrebeljanović. Den tillhör Šumadijas stift.

## Bilder

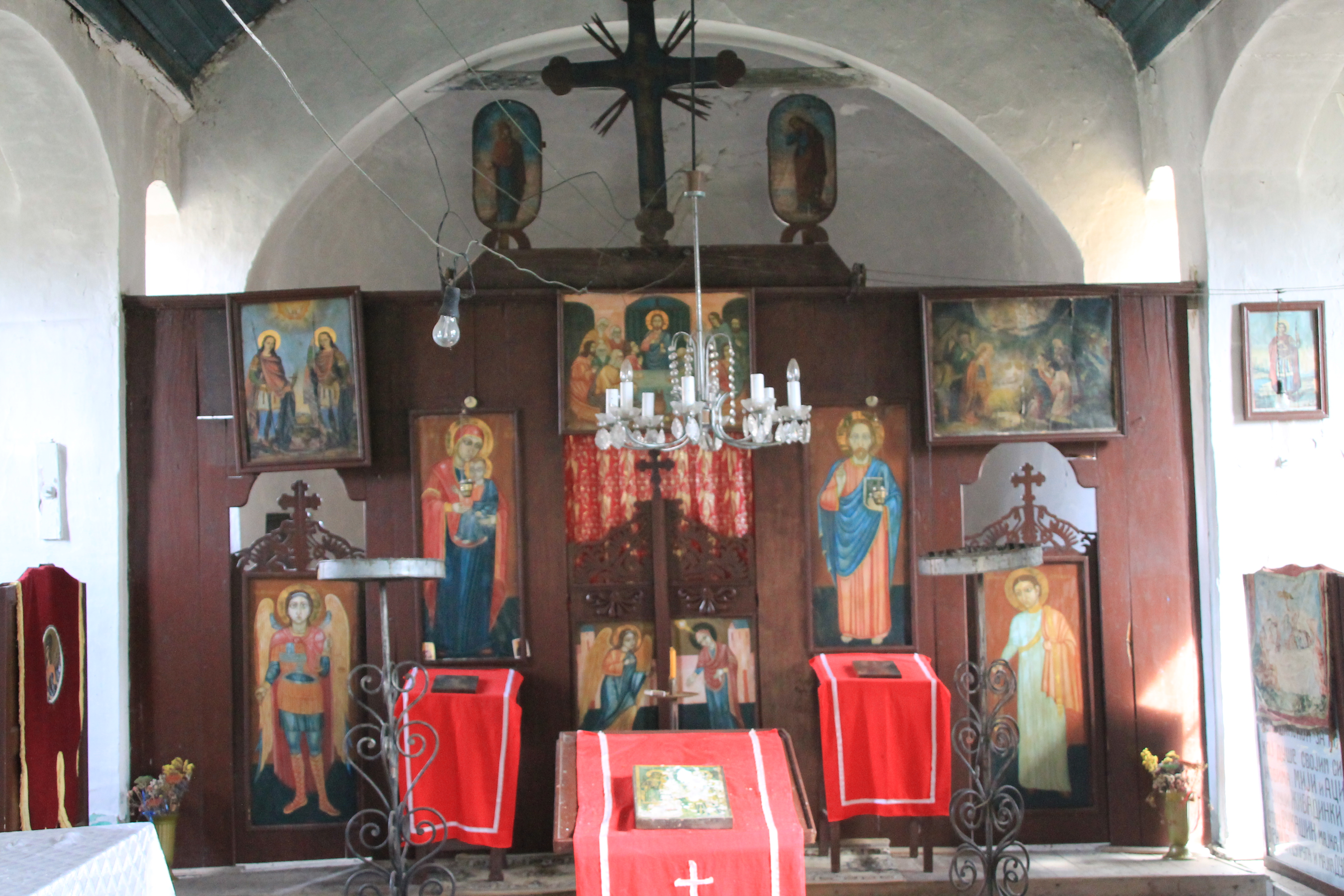
Kyrkans interiör mot ikonostasen.